# Kristina Benić
Kristina Benić (ur. 4 czerwca 1988 w Dubrowniku) – chorwacka koszykarka występująca na pozycji silnej skrzydłowej, reprezentantka kraju.

## Osiągnięcia
Na podstawie, o ile nie zaznaczono inaczej.
Drużynowe
- Mistrzyni Chorwacji (2007)[2]
- Wicemistrzyni Chorwacji (2012)[3]
- Zdobywczyni pucharu II ligi włoskiej (2018)
- Finalistka Pucharu Chorwacji (2007, 2013, 2015)[4][5]
- Uczestniczka rozgrywek Eurocup (2006/2007, 2008/2009, 2010/2011)

Indywidualne
(* – oznacza nagrody przyznane przez portal eurobasket.com)
- Największy postęp roku ligi chorwackiej (2012)*[3]
- Zaliczona do*:
  - I składu najlepszych nowo-przybyłych zawodniczek ligi chorwackiej (2011)[6]
  - II składu ligi chorwackiej (2012, 2015)[3][5]

### Reprezentacja
Seniorska
- Uczestniczka mistrzostw Europy (2013 – 11. miejsce)[7]

Młodzieżowa
- Brązowa medalistka mistrzostw Europy U–18 dywizji B (2006)